# Wiadukt

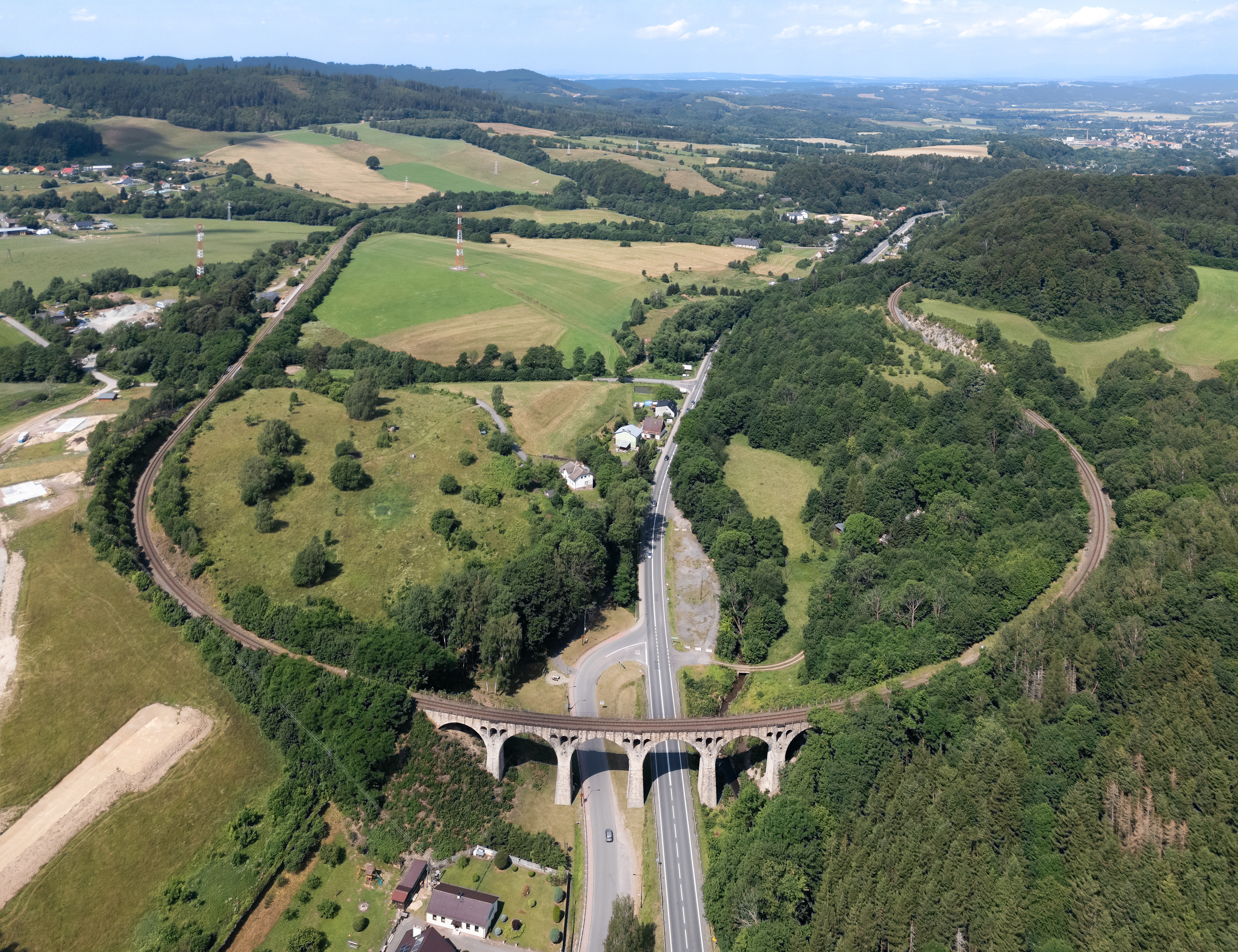
Wiadukt kolejowy w Lewinie Kłodzkim

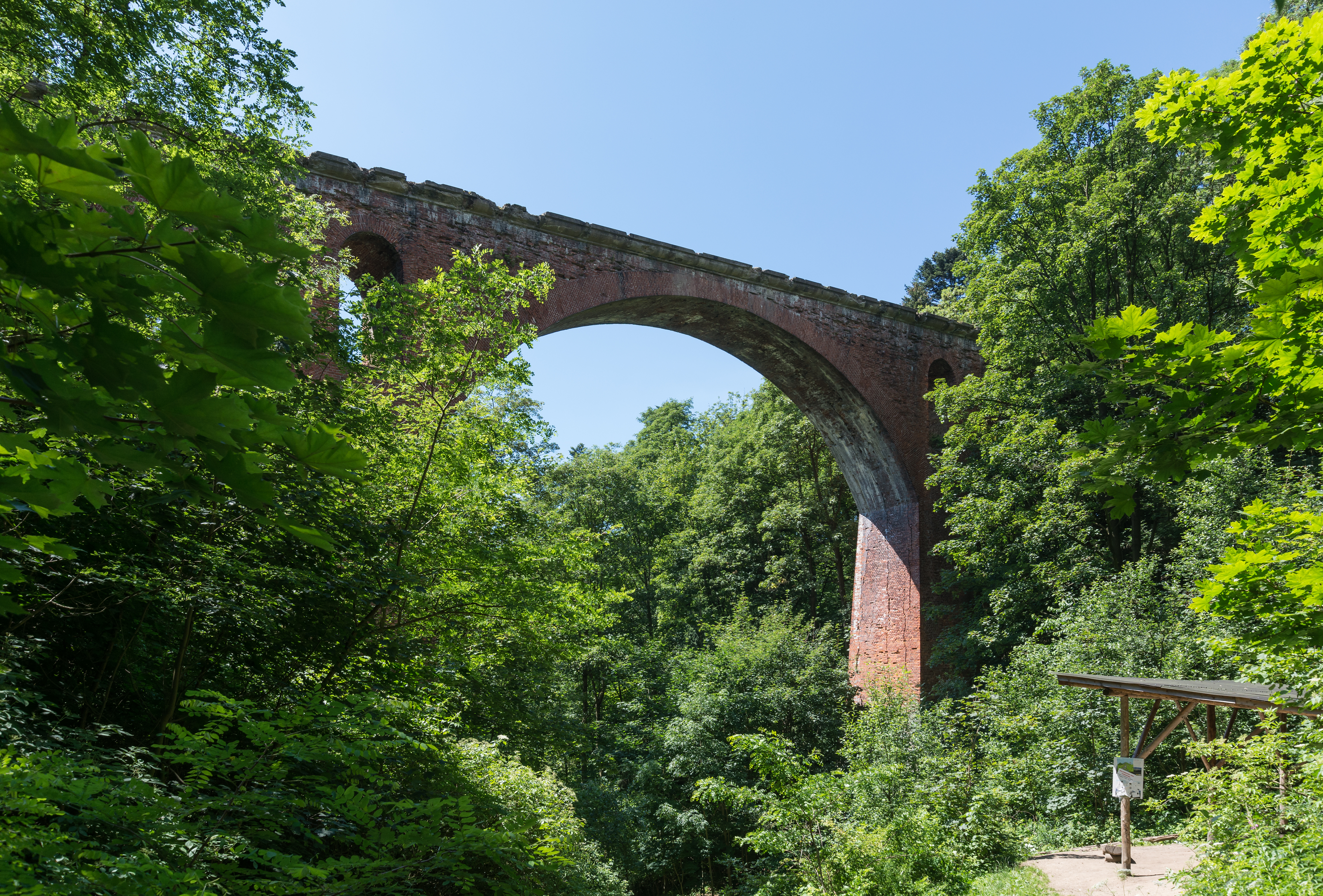
Wiadukt Kolei Sowiogórskiej w Srebrnej Górze

Wiadukt – budowla inżynierska, pozwalająca na pokonanie przeszkody terenowej typu: dolina, wąwóz lub droga kołowa czy linia kolejowa, z wyłączeniem przeszkód wodnych, poprzez przejechanie nad nią. Pierwotnie tym terminem była określana droga rzymska przeprowadzona nad wąwozem, na konstrukcji opartej na arkadach. Wiadukty budowane są podobnie jak mosty, z wykorzystaniem podobnych rozwiązań konstrukcyjnych i materiałowych.